# Utrivalva
Utrivalva är ett släkte av fjärilar. Utrivalva ingår i familjen vecklare.
Kladogram enligt Catalogue of Life:
| Utrivalva | \| \| Utrivalva melitocrossa \| \| \| \| \| \| Utrivalva usurpata \| \| \| \| |
|           | \| \| Utrivalva melitocrossa \| \| \| \| \| \| Utrivalva usurpata \| \| \| \| |
|           | Utrivalva melitocrossa                                                        |
|           |                                                                               |
|           | Utrivalva usurpata                                                            |
|           |                                                                               |